# Гонки «лунных» веломобилей НАСА

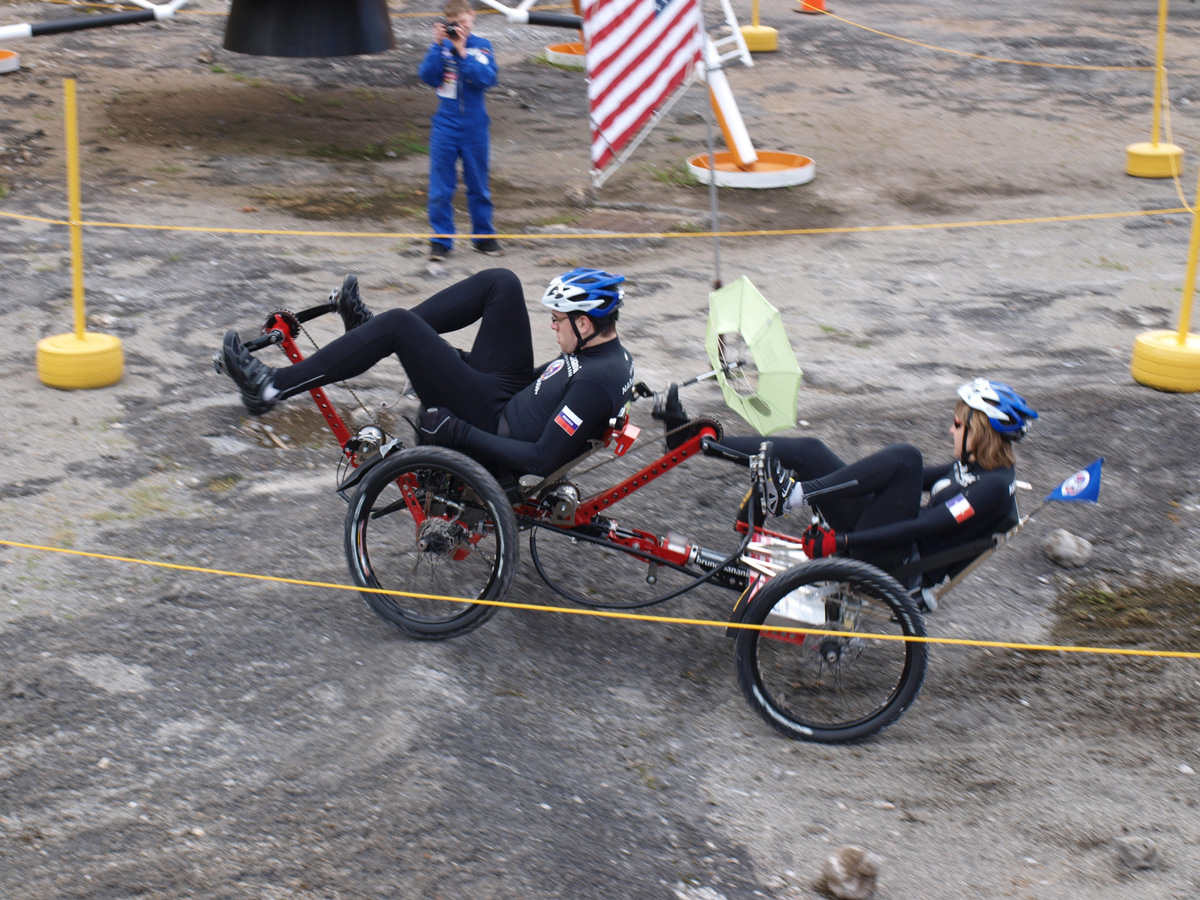
«Лунный» веломобиль команды МИКО

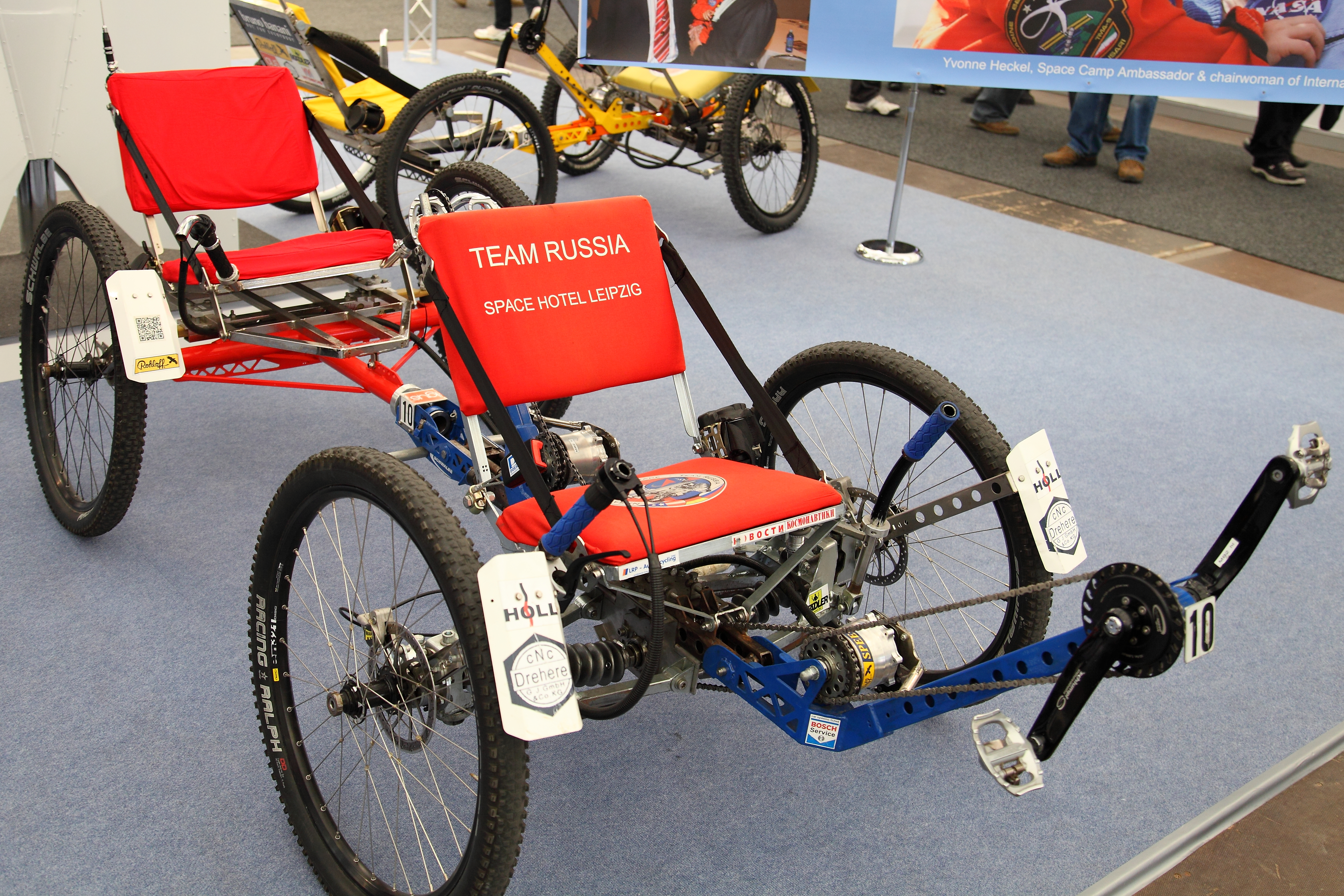
«Лунный» веломобиль «Ганимед» российской команды на Берлинском авиасалоне, 2012 год.

Гонки «лунных» веломобилей НАСА — международные соревнования на внедорожных веломобилях, проводящиеся под эгидой НАСА в США в г. Хантсвилл, штат Алабама.
Соревнующиеся делятся на две группы: школьники и студенты университетов (колледжей). Каждая команда должна состоять из шести человек. Участники должны самостоятельно изготовить «лунный» веломобиль для преодоления внедорожной трассы длинной 1127 м. «Кратеры», «лунная пыль», «застывшая лунная лава» и прочие неровности на трассе имитируют препятствия по которым предстоит ездить настоящим луноходам. Всего на трассе присутствуют 15 различных препятствий.
Главной целью состязания является популяризация технического творчества молодежи, воспитание командного духа и развитие способностей юных конструкторов преодолевать трудности. Конкурс также призван мотивировать студентов и школьников изобретать, и воплощать в жизнь самые смелые технические и научные идеи.
Соревнования проводятся с 1994 года. Начиная с 2007 года гонки «лунных» веломобилей стали международными. В последние годы в состязании принимает участие около сотни команд.
Для того, чтобы победить команда должна иметь как технически совершенный веломобиль, так и хорошую физическую форму. Каждой команде дается две попытки. В соревнованиях победит тот, кто сможет быстрее всех разложить луномобиль и успешно проехать трассу соревнований. Призовыми местами награждаются первые три команды в каждой категории участников.

## Правила соревнований
Согласно правилам конкурса, луномобиль должен соответствовать техническим требованиям НАСА. Судьи проверяют соответствие луномобиля техническим правилам перед стартом и в конце гонки. В случае несоответствия правилам, команда может быть не допущена к участию в соревнованиях или дисквалифицирована.
1. Луномобиль должен быть изготовлен командой самостоятельно. В изготовлении веломобиля должны принимать участие все члены команды.
2. Привод веломобиля строго мускульный, без дополнительных двигателей и/или накопителей кинетической энергии, типа маховиков.
3. Веломобиль должен быть раскладным и в сложенном состоянии должен умещаться в ящик размером 4×4×4 фута (122×122×122 см). НАСА имеет аналогичное требование по габаритам к разработчикам настоящих луноходов.
4. Чтобы доказать легкость конструкции и физическую силу, экипаж луномобиля должен пронести сложенный веломобиль минимум 20 футов (около 6 м) и установить на стартовой линии.
5. Общая ширина «лунного» веломобиля не должна превышать 4 фута (122 см). Ограничений длины и высоты луномобиля нет.
6. Луномобиль, участвовавший в предыдущих соревнованиях, должен иметь существенные изменения (улучшения) в конструкции.
7. Луномобиль не имеет ограничений по типу движителя. В качестве такого могут применяться колеса, гусеницы, шнекоход или механизмы, имитирующие ходьбу и т. д.
8. Минимальный дорожный просвет не менее 15 дюймов (38,1 см)
9. Радиус разворота не более 15 футов (4,5 м)
10. Центр тяжести должен быть размещен таким образом, чтоб веломобиль мог преодолевать подъёмы до 30°.
11. Луномобиль должен быть оборудован ремнями безопасности. Участники обязаны пристегиваться во время гонки.
12. Луномобиль не должен иметь выступающих колющих/режущих частей.
13. Веломобиль должен быть оснащен следующим оборудованием: псевдовидеокамера размером 2×3×6 дюймов (50×75×150 мм), параболическая псевдоантенна диаметром 2 фута (61 см), два псевдоаккумулятора размером 4×6×8 дюймов (100×150×200 мм), грязезащитными щитками на каждом колесе, псевдорадио и борткомпьютер (общим размером 1 фут³ (1,22 м³)) и флагом страны/учебного заведения.
14. Устройство заднего хода не обязательно.
15. Луномобиль должен быть оснащен тормозами.
16. Экипаж веломобиля должен быть одет в защитную экипировку (велошлем, защитные очки, защитный костюм, обувь и перчатки).
17. Разрешается использовать только обычные велосипедные педали. Контактные и педали с туклипсами запрещены.
18. Разрешается вращать руками колеса луномобиля.

## Штрафы и дисквалификация
Штраф (2 минуты) получает команда если:
- экипаж не может самостоятельно пронести на руках 6 метров и установить луномобиль на линию старта,
- габариты луномобиля превышают допустимые габариты 122×122×122 см,
- ширина луномобиля в разложенном состоянии превышает 122 см.

Команда также получает штраф (до 2 минут), если один или оба члена экипажа веломобиля коснутся земли или препятствия рукой/ногой. При отсутствии отмеченного выше оборудования команда получает штраф (30 секунд за каждый отсутствующий элемент оборудования).
Команда дисквалифицируется если:
- экипаж не удовлетворяет требованию «один парень и одна девушка»,
- луномобиль объезжает, а не преодолевает препятствие на трассе,
- луномобиль не отвечает критериям безопасности,
- экипаж не смог разложить луномобиль и стартовать в течение 10 минут после сигнала старта.

## Результаты восемнадцатых международных гонок «луномобилей»
1—2 апреля 2011 года прошли восемнадцатые международные гонки «лунных» веломобилей. В них приняли участие более 80 команд из США, Пуэрто-Рико, Канады, Германии, России, Индии, Пакистана и Эфиопии.
В категории школьников победила команда Пуэрто-Рико с результатом 3:18. В категории студентов вузов сильнейшей оказалась команда из Пуэрто-Рико с результатом 3:41.
Российские студенты выступали в двух командах: МИКО (Международный Институт Космического Образования) под № 2 и МАИ (Московский авиационный институт) под № 77. Команда МИКО, прошлогодний победитель гонок, на новом луномобиле «Луноход-3» заняла шестое место в категории студентов вузов. Состав команды МИКО: Евгений Закутин (Россия), Роман Тарасов (Россия), Марин Бойер (Франция) и Томми Кнабе (Германия). Команда посвятила своё участие сорокалетию Лунохода и пятидесятилетию полета Ю. Гагарина. Руководитель команды и директор Международного института космического образования — Ральф Хеккель.
Команда МАИ в дебютной гонке не смогла успешно преодолеть трассу.
Полное видео соревнований доступно на сайте USTREAM.